# Das geheime Tagebuch des Adrian Mole
Das geheime Tagebuch des Adrian Mole (Originaltitel 1. Staffel: The Secret Diary of Adrian Mole, Aged 13¾; Originaltitel 2. Staffel: The Growing Pains of Adrian Mole) ist eine britische Kinder- und Jugendfernsehserie die 1985 bis 1987, unter Regie von Peter Sasdy entstand. Für die Produktion zeichnete sich die Thames Television International London aus. Die zwölfteilige Serie bestehend aus zwei Staffeln mit je sechs Folgen entstand auf der Grundlage der Buchreihe Adrian Mole von Sue Townsend.

## Handlung
Adrian Mole wächst in einfachen Verhältnissen auf, noch dazu in einer Gegend, in der die ungeschriebenen Gesetze der Straße gelten. Mit den kraftstrotzenden rauen Jungen aus der Nachbarschaft will er nichts zu tun haben. Für diese, und insbesondere für den Schläger Berry Kent, ist Mole aber ein Opfer, welches es zu terrorisieren gilt. 
Adrian versucht sich abzugrenzen und will als Intellektueller anerkannt werden. So verfasst er Gedichte, diskutiert mit seinem Freund Nigel die Weltlage und interessiert sich für Politik. Er selbst bezeichnet sich als Existentialist und vertritt politisch linksorientierte Ansichten. Adrian legt Wert auf gepflegte Kleidung, halbwegs gute Manieren und übt sich in gewählter Ausdrucksweise. Akribisch beobachtet er den Verlauf der eigenen Pubertät und führt darüber penibel Buch. Sein Tagebuch wird ihm in diesen unruhigen Zeiten bester Freund, dem er sich immer anvertrauen kann.
Adrian engagiert sich auch sozial. So freundet er sich mit Bert Baxter an, einem nicht immer ganz einfachen Menschen, der Adrian zuweilen anwidert. Dennoch kommen beide zunehmend besser miteinander aus.
Denn die Probleme für Adrian häufen sich: Seine Eltern geraten in Streit, der darin mündet, dass seine Mutter vorübergehend auszieht. Der Vater wird arbeitslos, das Geld immer knapper und schließlich wird sogar der Strom abgestellt. Auch die Pubertät wird für Adrian zum Problem: Sind Brustschwellungen bei einem dreizehnjährigen normal? Wächst sein Bart schnell genug und ist sein Penis nicht doch zu klein geraten? Zu allem übel erpresst ihn auch noch Berry Kent. Außerdem gibt es noch das Mädchen Pandora, dem er seine Liebe irgendwann gestehen muss und die schließlich seine erste Freundin wird.

## Besetzung und Synchronisation
Die erste Staffel wurde 1987 synchronisiert, die Zweite 1991.
| Darsteller                                 | Rolle               | Synchronsprecher      | Synchronsprecher      |
| Darsteller                                 | Rolle               | Staffel 1             | Staffel 2             |
| ------------------------------------------ | ------------------- | --------------------- | --------------------- |
| Gian Sammarco                              | Adrian Mole         | Matthias von Stegmann | Matthias von Stegmann |
| Stephen Moore                              | George Mole         | Bernd Stephan         | Bernd Stephan         |
| Julie Walters (Staffel 1) Lulu (Staffel 2) | Pauline Mole        | Maddalena Kerrh       | Maddalena Kerrh       |
| Beryl Reid                                 | May „Grandma“ Mole  | Alice Franz           | Alice Franz           |
| Bill Fraser                                | Bert Baxter         | Walter Reichelt       | Walter Reichelt       |
| Steven Mackintosh                          | Nigel Partridge     | Gedeon Burkhard       | Alexander Brem        |
| Lindsey Stagg                              | Pandora Braithwaite | Geraldine Mayr-Haug   | Alexandra Ludwig      |